# Țara Loviștei
Țara Loviștei este o microregiune istorică din nordul actualului județ Vâlcea și al regiunii istorice Oltenia, fiind situată între masivele Parâng și Făgăraș, pe cursul mijlociu al râului Olt. Este străbătută, de asemenea, de râul Lotru. În centrul acestei regiuni se află depresiunea Loviștei. Cele mai importante localități din regiune sunt Brezoi, Voineasa, Câineni și Perișani. Regiunea este străbătută de o arteră de circulație care face legătura dintre Transilvania și sudul României. În trecut, regiunea era străbătută de numeroase puncte vamale. A aparținut Țării Românești.
Are o suprafață de aproximativ 2.000 km2 și se află la distanță egală între orașele Sibiu, Râmnicu Vâlcea și Curtea de Argeș. A fost atestată documentar în 1233, când Béla al II-lea al Ungariei a dăruit comitelui Corladu din Tălmaciu moșia Loviștea de lângă apa Lotrului.